# محوطه کدیری
محوطه کدیری مربوط به دوره ساسانیان - دوره ایلخانی است و در شهرستان هشترود، بخش مرکزی، روستای علی‌آباد سفلی واقع شده و این اثر در تاریخ ۱۸ خرداد ۱۳۸۴ با شمارهٔ ثبت ۱۱۸۹۱ به‌عنوان یکی از آثار ملی ایران به ثبت رسیده است.